# Montgru-Saint-Hilaire
 Montgru-Saint-Hilaire  là một xã ở tỉnh Aisne, vùng Hauts-de-France thuộc miền bắc nước Pháp.